# Angelika Eva Zettler
Angelika Eva Zettler (geboren 28. August 1952; gestorben 3. Januar 2013 in München) war eine deutsche Chemikerin. Sie war ab 2006 Richterin am Bundespatentgericht in München.

## Leben
Angelika Eva Zettler schloss ihr Studium mit den Prüfungen zur Diplomchemikerin ab. Sie war Regierungsdirektorin, ab 2006 Richterin am Bundespatentgericht. Am Bundespatentgericht sind mehrheitlich naturwissenschaftlich ausgebildete Richter tätig. Dort war sie zunächst Richterin kraft Auftrags, ab dem 20. November 2007 Richterin. Sie war weiteres technisches Mitglied in einem Technischen Beschwerdesenat.
Angelika Zettler starb am 3. Januar 2013 in München.